# نایرا نیجریه

نماد نایرا

نایرا نیجریه (به انگلیسی: Nigerian naira) با کد ایزوی NGN، یکای پول رایج در کشور نیجریه است. مسولیت کنترل این یکای پول برعهدهٔ بانک مرکزی نیجریه قرار دارد.
نایرا نیجریه، جزء بی ارزش‌ترین پول‌های جهان در میان ارزهای بین‌المللی در سال 2023 قرار گرفته است.